# Eugène Rutagarama
Eugène Rutagarama est un écologiste rwandais qui a reçu le Prix Goldman pour l'environnement, en 2001, pour ses efforts pour sauver la population de gorille de montagne dans le parc national des volcans dans les montagnes du Parc national des Virunga en République démocratique du Congo.

## Biographie
Depuis 2001, Rutagarama s'est constamment engagé dans ses efforts de conservation, contribuant à la facilitation d'initiatives de collaboration mondiale visant à sauvegarder le Rift Albertin Central, une région connue pour la diversité de sa flore et de sa faune, y compris l'habitat naturel des gorilles de montagne des Virunga. Eugène a également occupé des postes importants à la Wildlife Conservation Society, au centre de recherche Karisoke du Dian Fossey Gorilla Fund et à l'agence des parcs nationaux du Rwanda, après la guerre et le génocide de 1994. Actuellement, Eugène travaille comme conseiller principal en conservation à Wild Earth Allies, où il se concentre sur la préservation des habitats des gorilles en encourageant le développement communautaire. Deux ans après avoir reçu le prix Goldman, Rutagarama a pris le poste de directeur du Programme international de conservation des gorilles (PICG). Il a occupé ce poste pendant neuf ans. 
En 2012, Rutagarama a été nommé conseiller technique principal de la Greater Virunga Transboundary Collaboration, une organisation intergouvernementale créée par la République démocratique du Congo, le Rwanda et l'Ouganda avec l'aide du PICG,.